# Eryngium ilicifolium
Eryngium ilicifolium är en flockblommig växtart som beskrevs av Jean-Baptiste de Lamarck. Eryngium ilicifolium ingår i släktet martornar, och familjen flockblommiga växter. Inga underarter finns listade i Catalogue of Life.

## Bildgalleri

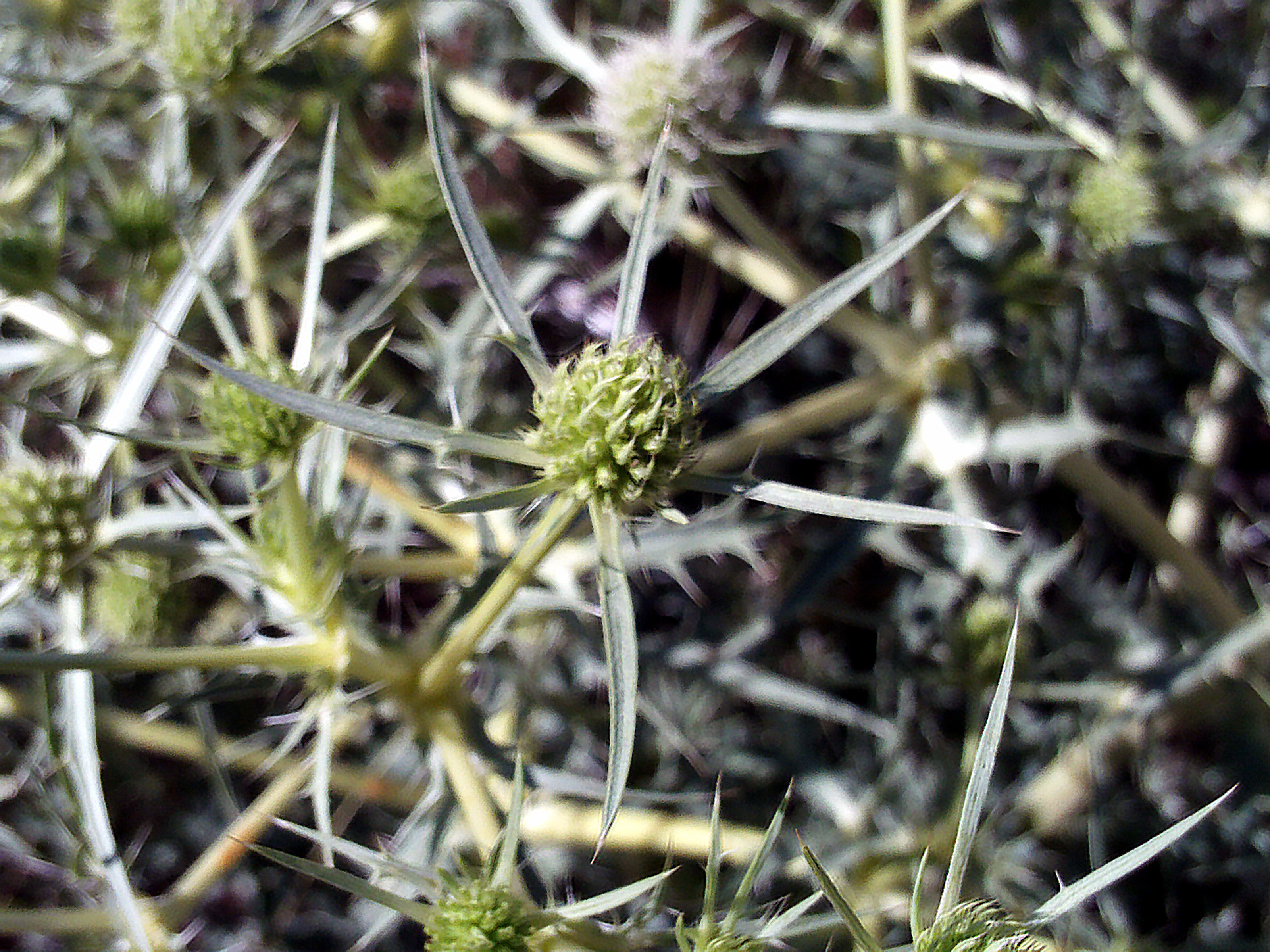
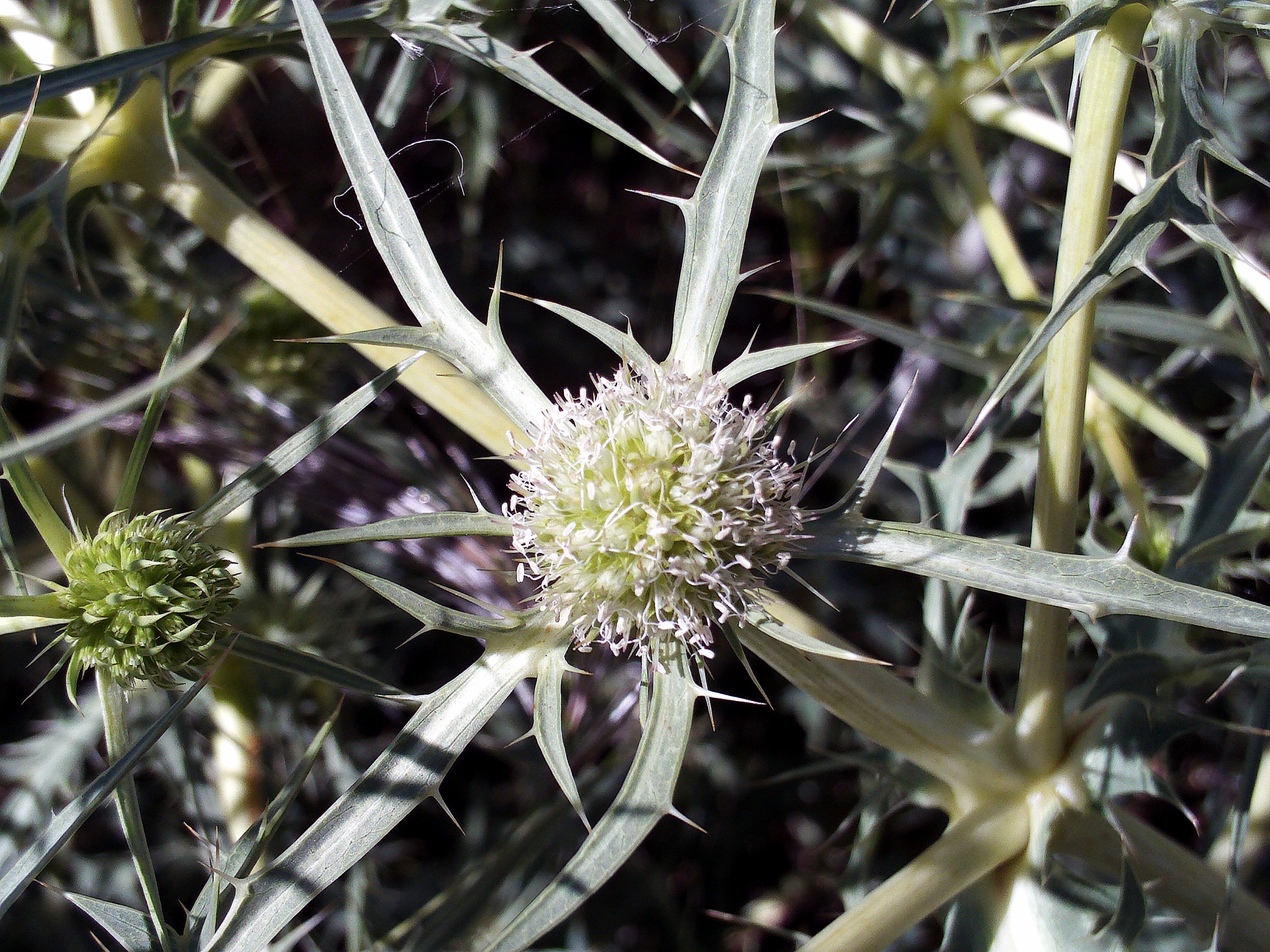